# Обіславу
Обіславу (рум. Obislavu) — село у повіті Вилча в Румунії. Входить до складу комуни Гредіштя.
Село розташоване на відстані 189 км на захід від Бухареста, 50 км на південний захід від Римніку-Вилчі, 65 км на північ від Крайови.

## Населення
За даними перепису населення 2002 року у селі проживали 187 осіб, усі — румуни. Усі жителі села рідною мовою назвали румунську.